# Eternidad (personaje)
Eternity (La Eternidad) es una entidad cósmica ficticia que aparece en los cómics estadounidenses publicados por Marvel Comics. Creado por el guionista y editor Stan Lee y el dibujante y guionista Steve Ditko, el personaje se menciona por primera vez en Strange Tales #134 (julio de 1965) y aparece por primera vez en Strange Tales #138 (noviembre de 1965).
El personaje, que debutó en la Edad de plata de las historietas, ha aparecido en cinco décadas de continuidad de Marvel y ha aparecido en productos asociados de Marvel, incluidas series de televisión animadas, películas, tarjetas coleccionables y videojuegos.
Eternity apareció en la película de Marvel Cinematic Universe Thor: Love and Thunder (2022).

## Biografía ficticia
Eternidad se encontró por primera vez con el Doctor Extraño, que lo buscó cuando su amo, el Anciano, fue atacado por su exalumno, Barón Mordo. Después de una serie de batallas con Mordo y sus secuaces, y descubrir que su archienemigo Dormammu está secretamente copiando a Mordo, Extraño encuentra y habla con Eternidad. Eternidad informa a Extraño de que él es capaz de derrotar a sus enemigos sin ayuda, y Extraño gana un duelo con Dormammu y frustra un intento de sabotaje en su Sancta Sanctorum.
En la víspera de Año Nuevo, Eternidad es secuestrado por el enemigo del Doctor Extraño, Nightmare, que después de causar distorsiones temporales que permiten a los seres como los dinosaurios y los bárbaros aparecer en Nueva York, se presenta ante Extraño y su ayudante y amante ocasional Clea. Nightmare desafía al místico para intentar rescatar a Eternidad y después de aceptar, Extraño entra en el mundo de Nightmare. Después de una larga serie de batallas y una derrota temporal, Nightmare recluta con éxito al enemigo de los X-Men, Juggernaut para vencer a Extraño y fusionar su reino con la Tierra, pero son derrotados por Extraño. Una vez libre, Eternidad destierra a Nightmare y restaura la realidad.
Eternidad es también llamado al juicio del miembro de Los Cuatro Fantásticos, Míster Fantástico, quien estaba acusado de haber salvado la vida de la entidad cósmica Galactus, el "Devorador de Mundos". Eternidad permite a todos los presentes poseer momentáneamente conciencia cósmica, lo que les permite entender que Galactus es una parte vital del universo, a pesar de la continua extinción de especies enteras.
Durante una serie de combates prolongados entre héroe cósmico Quasar y el villano Maelstrom (el avatar de la entidad Oblivion), Eternidad revela tener una " entidad gemela", Infinito, con quien representa el continuo espacio-tiempo y la fuerza viva del universo.
El personaje aparece con toda la jerarquía cósmica durante un encuentro con la entidad conocida como el Todopoderoso. Eternidad consulta con Galactus el plan de destruir el universo para reiniciarlo de nuevo con un Big Bang.
Eternidad y todas las entidades cósmicas se enfrentan al titán Thanos cuando el villano toma el poder del Guantelete del Infinito, aunque todos ellos son finalmente derrotados. Eternidad apeló sin éxito ante su superior, el Tribunal Viviente, suplicando ayuda para vencer a Thanos. Al caer Thanos, Eternidad convence al Tribunal para que Adam Warlock sea el guardián de las Gemas del Infinito.
Eternidad también ha engendrado varios "hijos", o conceptos que se convirtieron en entidades separadas e independientes: Empatía, Eulogy, Conveniencia; Entropía, Epifania, Enemistad y Eon (Eon es finalmente asesinado y reemplazado a su vez por el concepto Epoch).
Eternidad es encarcelado por Magus (el malvado alter ego de Adam Warlock), que intenta reunir las Gemas del Infinito para su propio uso. El villano es finalmente derrotado.
Eternidad es también llamado por un contingente de Los Vengadores y observa los intentos de Thanos y varios de los héroes de la Tierra de derrotar a varios de sus clones , que se dedican a destruir el universo.
Eternidad es uno de los últimos seres (junto con el Tribunal Viviente e Infinity) en ser vencido por Thanos cuando usa el artefacto conocido como el "Corazón del Universo" para deshacer el universo y luego rehacerlo a su forma. El personaje también es visto tratando de prevenir e informar sobre las maquinaciones del villano Krona, que fusiona el Universo Marvel y el Universo DC.
Más tarde, el poder de la entidad es robado por Dormammu y su hermana Umar, que planean rehacer el universo a su imagen. La pareja es derrotada por Doctor Extraño, Hulk y Namor el Sub-Mariner.
Cuando los experimentos de la raza alienígena de los Eternos, causa daño universal, Eternidad, es salvado por las acciones de los Cuatro Fantásticos, el Doctor Extraño, Pantera Negra, Tormenta, la Gravedad y el Silver Surfer. Mientras Extraño restauraba la realidad, Tormenta fue utilizada como huésped del poder de Eternidad.
Durante la Guerra de Caos, Eternidad es convocado por Hércules para hacer frente a Amatsu-Mikaboshi. Sin embargo, Eternidad le dice a Hércules que la lucha contra el Dios del Caos será como luchar contra un aspecto del mismo.

## Poderes
Eternity es una realidad abstracta prácticamente omnipotente. Eternity no tiene cuerpo físico, sino que existe en todas partes al mismo tiempo. La entidad puede manipular el universo para alcanzar esencialmente cualquier efecto deseado, y como su nombre indica, es inmortal y no afectado por el paso del tiempo. Eternity puede curvar el espacio y la materia en una manifestación que no puede ser percibida por los seres inferiores. En ocasiones se manifiesta poseyendo el cuerpo de los seres mortales excepcionalmente fuertes espiritualmente (por ejemplo, el Doctor Extraño, Thor, Tormenta).

## En otros medios

### Televisión
- Eternity hace un breve cameo durante la "Saga de Fénix Oscura" en la serie animada X-Men.[18]
- Eternity es un personaje regular en la serie animada Silver Surfer de 1998, con la voz de John Neville. En este programa, la entidad se conoce explícitamente como masculina y es el hermano de Infinity.[19]

### Película
Eternidad apareció en películas de acción real ambientadas en Marvel Cinematic Universe en diversas formas.
- La imagen de la entidad se representa en Guardianes de la Galaxia en una forma personificada en los murales del templo dedicados a la entidad abstracta (junto con Muerte, Entropía e Infinito).[20][21]
- Eternity también aparece en la película Guardianes de la Galaxia vol. 2 en forma abstracta cuando Ego le muestra a Peter Quill el universo, representado por el paisaje estelar en sus ojos.[21][22]

- Eternidad aparece en Thor: Love and Thunder.[23] Gorr el Carnicero de Dioses llega al reino de la Eternidad usando el Stormbreaker de Thor para desear la muerte de todos los dioses. Sin embargo, Thor convence a Gorr de usar su deseo de resucitar a su hija Love.

### Juguetes y coleccionables
- En 2012, Bowen Designs lanzó una escultura de busto de Eternity esculpida y diseñada por los hermanos Kucharek. Esta es la primera vez que Eternity se convierte en un producto tridimensional.